# سر القلعة القديمة
سر القلعة القديمة (بالإنجليزية: The Old Castle's Secret)‏ هو كتاب قصص مصورة مغامرات / غموض / رعب مكون من 32 صفحة، كتبه ورسمه كارل باركس. نُشر لأول مرة من قِبل دار نشر ديل في يونيو 1948. يتضمن الشخصيات العم دهب وبطوط وسوسو ولولو وتوتو. القصة عن صيد الكنوز بقيادة العم دهب في قلعة قديمة في اسكتلندا. كان هذا أول كتاب للعم دهب عن صيد الكنوز. والغلاف كان أول غلاف كتاب قصص مصورة يرسمه كارل باركس. أعيد طبع القصة مرات عديدة.

## وصلات خارجية
- The Old Castle's Secret in Carl Barks guidebook